# Route nationale 16 (Tunisie)
Pour les autres articles nationaux ou selon les autres juridictions, voir Route nationale 16.
La route nationale 16 ou RN16 est un axe routier de Tunisie qui relie Gabès à la frontière algéro-tunisienne (sud-ouest du pays) en passant par Tameghza.

## Villes traversées
- Gabès
- El Hamma
- Kébili
- Souk Lahad
- Degache
- El Hamma du Jérid
- Chebika
- Tameghza